# Гуринович, Георгий Павлович
Гео́ргий Па́влович Гурино́вич (бел. Георгій Паўлавіч Гурыновіч; 26 апреля 1933, Борисов — 26 февраля 1994) — советский и белорусский физик. Академик Национальной академии наук Белоруссии (1994; член-корреспондент с 1970 года), доктор физико-математических наук (1969), профессор (1970).

## Биография
Гуринович родился 26 апреля 1933 года в Борисове (ныне Минская область, Белоруссия) в семье служащих, в 1956 году окончил физический факультет БГУ и поступил в аспирантуру.
По окончании которой (1959) начал работать в Институте физики АН БССР. С 1963 года совмещал работу с преподаванием в БГУ.
С 1965 году по 1994 год он возглавил Лабораторию фотохимии (с 1992 года — в составе Института молекулярной и атомной физики НАН Белоруссии).
В 1992—1994 годах Гуринович занимал должность главного редактора «Журнала прикладной спектроскопии».
Г. П. Гуринович был членом КПСС с 1964 года.

## Научная деятельность
Научные работы Г. П. Гуриновича посвящены вопросам спектроскопии, люминесценции, фотохимии биологически активных соединений. Он получил ряд принципиальных результатов по спектроскопии хлорофиллоподобных молекул: выявил зависимость степени поляризации люминесценции растворов этих соединений от частоты возбуждающего света, развил экспериментальные методы исследования спектров этих веществ, измерил квантовые выходы всех стадий их основных фотореакций. Цикл работ «Фотоника биологически важных пигментов и их аналогов» был удостоен Государственной премии БССР в 1980.

## Награды
- Государственная премия БССР (1980)

## Публикации
Г. П. Гуринович является автором 25 изобретений и более 280 научных работ, среди которых:
- Севченко А. Н., Гуринович Г. П., Соловьев К. Н. Спектроскопия порфиринов // УФН. — 1963. — Т. 79, № 2.
- Гуринович Г. П., Севченко А. Н., Соловьев К. Н. Спектроскопия хлорофилла и родственных соединений. — Минск: Наука и техника, 1968.
  - Spectroscopy of Chlorophyll and Related Compounds. — US Atomic Energy Commission, 1971.
- Гуринович Г. П. и др. Квантовая эффективность элементарных стадий фотохимических реакций хлорофилла // Молекулярная фотоника. — Л., 1970.
- Гуринович Г. П., Лосев А. П., Зенькевич Э. И. Первичные физические процессы фотосинтеза. // Хлорофилл. — Минск, 1974.
- Salokhiddinov K.I., Dzhagarov B.M., Byteva I.M., Gurinovich G.P. Photosensitized luminescence of singlet oxygen in solutions at 1588 nm (недоступная ссылка — история) // Chem. Phys. Lett. — 1980. — Vol. 76, № 1. — P. 85—87.
- Losev A.P., Byteva I.M., Gurinovich G.P. Singlet oxygen luminescence quantum yields in organic solvents and water (недоступная ссылка — история) // Chem. Phys. Lett. — 1988. — Vol. 143, № 2. — P. 127—129.
- Gurinovich G.P., Gurinovich I.F., Ivashin N.V., Sinyakov G.N., Shulga A.M., Terekhov S.N., Filatov I.V., Dzilinski K. Electronic structure of metalloporphyrin {\displaystyle \pi }-anions (недоступная ссылка — история) // J. Molecular Structure. — 1988. — Vol. 172, № 1—2. — P. 317—343.
- Frolov A.A., Gurinovich G.P. The laws of delayed photohaemolysis sensitized by chlorin {\displaystyle e_{6}} (недоступная ссылка — история) // J. photochemistry and photobiology B. — 1992. — Vol. 13, № 1. — P. 39—50.
- Gurinovich G.P., Zorina T.E., Melnov S.B., Melnova N.I., Gurinovich I.F., Grubina L.A., Sarzhevskaya M.V., Cherenkevich S.N. Photodynamic activity of chlorin {\displaystyle e_{6}} and chlorin {\displaystyle e_{6}} ethyelenediamide in vitro and in vivo (недоступная ссылка — история) // J. photochemistry and photobiology B. — 1992. — Vol. 13, № 1. — P. 51—57.